# William Zinsser
William Knowlton Zinsser (Nueva York, 7 de octubre de 1922-Nueva York, 12 de mayo de 2015) fue un escritor, editor, crítico literario y profesor estadounidense. Comenzó su carrera como periodista para el New York Herald Tribune, donde trabajó como redactor de artículos, editor de teatro, crítico de cine y redactor editorial. Fue colaborador durante mucho tiempo de importantes revistas.

## Primeros años y familia
Zinsser asistió a la Buckley Country Day School, a la Deerfield Academy y se graduó en la Universidad de Princeton. Se casó con Carolyn Fraser Zinsser, con quien tuvo dos hijos, entre ellos John Zinsser, un pintor. Los Zinsser vivieron en la ciudad de Nueva York y en Niantic, Connecticut. Una de sus primas se casó con Konrad Adenauer; otra era la esposa de John J. McCloy; Zinsser escribió: «Así que sucedió que los dos hombres que colaboraron más estrechamente en la creación de la nueva Alemania eran parientes de Zinsser».
Era primo segundo del pintor Thomas S. Buechner.

## Carrera profesional
Enseñó escritura en la Universidad Yale, donde fue el quinto maestro del Branford College (1973-1979). Trabajó como editor ejecutivo del Book-of-the-Month Club de 1979 a 1987. Se retiró de la docencia en The New School y la Escuela de Posgrado de Periodismo de la Universidad de Columbia debido a un glaucoma avanzado.
Entre sus 18 libros se incluyen On Writing Well, que se encuentra en la 30.ª edición; Writing to Learn; Writing with a Word Processor; Mitchell & Ruff (publicado originalmente como Willie and Dwike ); Spring Training; American Places; Easy to Remember: The Great American Songwriters and Their Songs; Writing About Your Life; y, más recientemente, Writing Places, una autobiografía. The American Scholar publicó la publicación semanal en la web de William Zinsser, "Zinsser on Friday", que presenta sus ensayos breves sobre escritura, las artes y la cultura popular.
En sus libros, hizo hincapié en la palabra "economía". El autor James J. Kilpatrick, en su libro The Writer's Art, dice que si tuviera que limitarse a un solo libro sobre cómo escribir, sería On Writing Well de William Zinsser. Añade: "La sólida teoría de Zinsser es que 'la escritura mejora en proporción directa al número de cosas que podemos dejar fuera de ella'".
Zinsser alentó a los escritores de memorias a creer en su propia singularidad y definió el éxito como "hacer lo que uno quiere hacer y hacerlo bien".
Entrevistó a Woody Allen en 1963 para The Saturday Evening Post. Después de un encuentro casual en 1980, Allen lo eligió, un protestante, para un pequeño papel como sacerdote católico en su película Stardust Memories.

## Muerte
Zinsser murió a la edad de 92 años en Manhattan el 12 de mayo de 2015.

## Lectura adicional
- Los autores contemporáneos On-line. El Grupo de Vendaval, 2006. Bolígrafo (Número de Entrada Permanente): 0000023043